# Sherman (Missisipi)
Sherman – miasto w Stanach Zjednoczonych, w stanie Missisipi, w hrabstwie Pontotoc.